# Pohjola

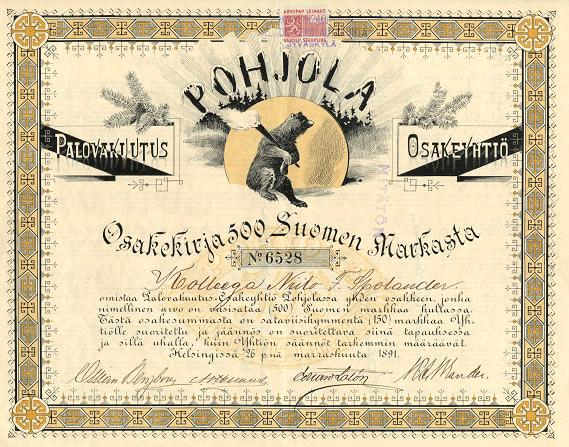
Pohjola

Pohjola, též Pohja (Sever), Země severu, Pimentola (Země tmy), Saraja (Nehostinná země) je ve finské mytologii místo vždy na severu, celá oblast pólu nebo v některých nacionalisticky zabarvených interpretacích epické básně Kalevala země Sámů (Laponsko).
Ve skutečném světě může Pohjola odpovídat části dnešního Finska Pohjanmaa, části Laponska a historické provincie Kainuu. Pohjola může být též myšlena jako čistě mytické místo, zdroj zla – věčně zmrzlá zem daleko na severu, z níž pocházejí nemoci a mráz. Pohjola je nepřítelem země Väinölä – země Kalevaly.
Mytologickou vládkyní Pohjoly je Louhi, nesmírně mocná zlá čarodějnice, v básních zvaná též „hospodyně“ nebo „baba Pohjolanka“. Na její žádost vytvořil velký kovář Seppo Imarinen kouzelný mlýnek Sampo, aby získal ruku její dcery pro přítele Väinämöinena. Sampo byl magickým mlýnkem hojnosti podobně jako roh Diovy kozy Amalthey v řecké mytologii; chrličem bohatství pro lid Pohjoly. Jeho vířící víko bylo symbolem nebeské klenby pokryté hvězdami, jež se otáčí kolem osy (pilíře světa).
Jiní hrdinové Kalevaly také usilovali o ruku Louhiných dcer. Mezi ně patřili dobrodruh Lemminkäinen a velký čaroděj Väinämöinen. Louhi od nich požadovala zázraky podobné vytvoření Sampa: přivedení obrovského Hiisova losa, zkrocení Hiisova koně nebo dokonce zastřelení labutě plovoucí na vodách posvátné podsvětní řeky Tuonely. Pokud se nápadníkovi podařilo dceru získat, ve velkém sále v Pohjole se konala svatba s bohatstvím jídla a pití.
Podle finské mytologie se někde za severním horizontem, v Pohjole, nacházely základy pilíře světa, kořeny „stromu světa“. Vykování Sampa a množení bohatství, ukrytí Sampa čarodějnicí Louhi uvnitř hory v temném koutu Pohjoly, boj a válka s lidmi z jihu o osvobození Sampa a jeho využití pro jejich vlastní účely a následné rozbití Sampa a ztráta jeho nejdůležitější části – víka (což prý znamenalo puknutí stromu světa na severním pólu), to všechno tvoří jádro příběhu Kalevaly.